# کریستوفر هیز
کریستوفر هیز (به انگلیسی: Chris Hayes؛ تلفظ: ‎/heɪz/‎؛ متولد ۲۸ فوریه ۱۹۷۹) روزنامه‌نگار و نویسنده ترقی خواه آمریکایی است. هیز در روزهای هفته مجری برنامه آل این از شبکه ام‌اس‌ان‌بی‌سی است. او همچنین یکی از سردبیرهای مجله نیشن است.